# Consonno
Consonno est une frazione d’Olginate, commune italienne de la province de Lecco dans la région Lombardie. Ce hameau avait attiré  des foules abondantes à la fin des années 1960 et au début des années 1970, c’était la ville idoine pour les mariages et les fêtes de fin de semaine et le divertissement, semblable à la ville de Las Vegas aux États-Unis. Puis, une inondation avait dévasté la route principale vers Consonno, empêchant l’accès à la ville et étouffant le projet ; la localité est désormais une ville fantôme,.